# David Nolens
David Nolens (Antwerpen, 20 februari 1973) is een Vlaams schrijver, woonachtig in Antwerpen. Hij studeerde wijsbegeerte aan de Katholieke Universiteit Leuven en beschouwt het schrijven van literatuur als een kans om te denken 'in het wilde weg'.
David Nolens publiceerde eerst diverse verhalen, vooral in het Vlaamse literaire tijdschrift Yang, alvorens in 2002 te debuteren met de roman Vrint. In 2004 was hij een van de auteurs van Mooie Jonge Honden. Nieuw Vlaams literair talent. De novelle Het kind verscheen in 2005.
In 2006 was hij een jaar lang writer in residence van Yang. Een opmerkelijke bijdrage was 'Fifty ways to become a famous artist', waarin met verve een ambitieus hedendaags kunstenaarschap op de korrel wordt genomen — herkenbaar dat van Jan Fabre. Zijn derde roman Stilte en melk voor iedereen verscheen in de lente van 2008. Zijn vierde roman De kunst van het wachten werd gepubliceerd in de lente van 2011. In 2016 verscheen zijn vijfde roman De waan van Cotard. Het poëtische schotschrift International bakery (voorheen cinema royale) zag in de herfst van 2018 het licht.
Nolens hanteert in zijn werk een obsederende, soms repetitieve stijl. Zijn thema's zijn de relaties tussen mensen, hun zoektocht naar een authentiek leven en de ontmaskering van een op schone schijn gebaseerde samenleving.
David Nolens is de zoon van schrijver Leonard Nolens.